# Диск Эйлера

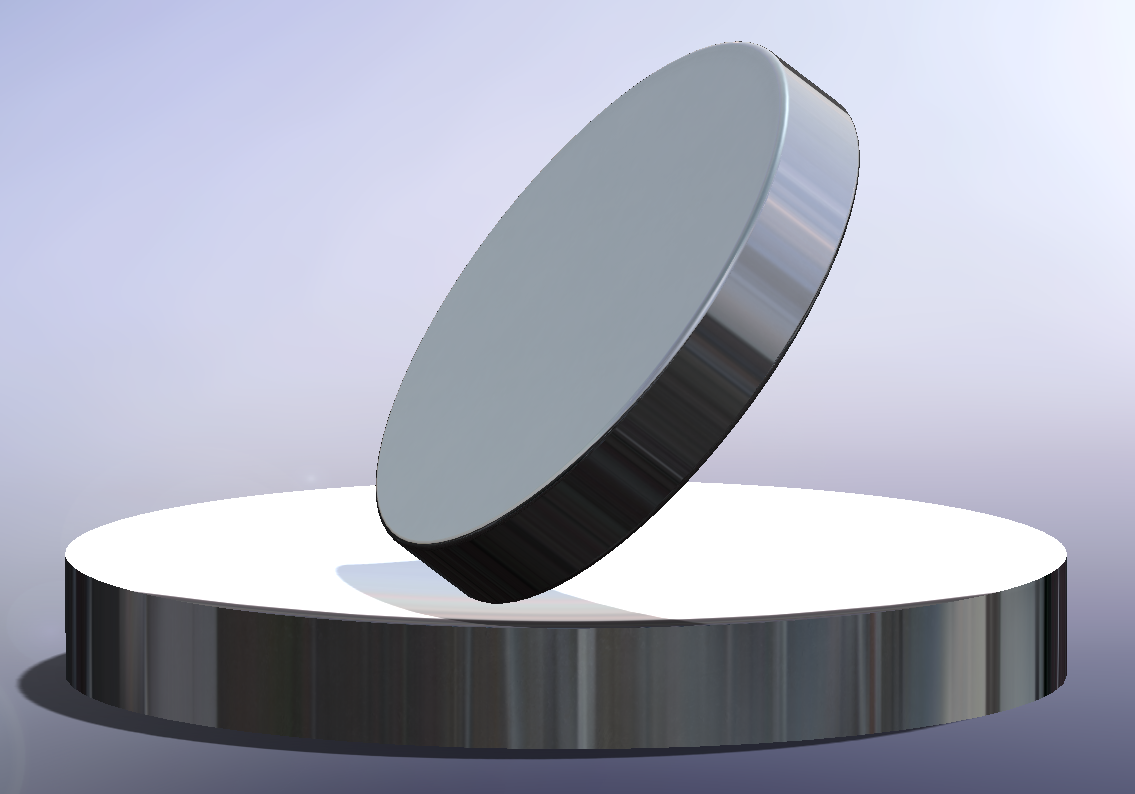
Компьютерный рендеринг диска Эйлера на слегка изогнутом основании

Диск Эйлера — научная обучающая игрушка, используемая для иллюстрации и изучения динамической системы вращающегося диска на плоской поверхности (например, вращающаяся монета), также была предметом ряда научных работ. По-видимому, известность данная игрушка получила из-за резкого увеличения скорости вращения, когда диск теряет энергию и приближается к состоянию покоя. Данный феномен назван в честь Леонарда Эйлера, который изучал его в XVIII веке.

## Физика процесса
Вращающийся диск в конечном счете останавливается, и делает это он довольно резко. Заключительная стадия движения сопровождается жужжащим звуком быстро увеличивающейся частоты. При вращении диска точка контакта описывает круг, который колеблется с постоянной угловой скоростью {\displaystyle \omega }. Если движение не диссипативно (без трения), {\displaystyle \omega } является постоянным, и движение сохраняется навсегда; Это противоречит наблюдению, поскольку {\displaystyle \omega } не является постоянным в реальных жизненных ситуациях. Фактически, скорость прецессии оси симметрии приближается к конечному значению, моделируемому степенным законом с показателем приблизительно −1/3 (в зависимости от конкретных условий).
Есть два заметных диссипативных эффекта — это трение качения, когда монета скользит по поверхности, и воздушное сопротивление. Эксперименты показывают, что трение качения в основном отвечает за диссипацию и скорость прецессии — эксперименты в вакууме показывают, что отсутствие воздуха мало влияет на скорость прецессии, и что она систематически зависит от коэффициента трения. В пределе малого угла (то есть непосредственно перед моментом остановки вращения диска) преобладающим фактором является аэродинамическое сопротивление (в частности, вязкая диссипация), но до этой конечной стадии доминирующим эффектом является трение качения.